# Molalla Prairie
Molalla Prairie (deutsch: Molalla-Prärie) ist ein Weiler mit etwa 3500 Einwohnern im Clackamas County, Oregon, USA.

## Lage
Die Gemeinde liegt südlich von Molalla.

## Geschichte
Im Juni 2009 unterzeichneten 178 Einwohner des Gebiets Petitionen, in denen über die Bildung eines Weilers abgestimmt wurde, in der Hoffnung, dass dies dem Gebiet mehr politisches Gewicht bei Themen wie der Ablehnung einer Erdgaspipeline durch das Gebiet und dem Agrotourismus verleihen würde.  Im März 2010 stimmten Einwohner innerhalb der Grenzen des vorgeschlagenen Weilers für die Bildung.  Am 1. April 2010 entstand der Weiler, nachdem das Clackamas County Board of Commissioners die Bildung genehmigt hatte.